# Teoria comprehensiunii
Weber considera că procesul de cunoaștere a vieții sociale trebuie să plece de la înțelegerea acțiunilor pe care oamenii le săvârșesc în societate și pe care le putem numi acțiuni sociale. Acest tip de metodă, a înțelegerii poartă numele de comprehensiune.  Comprehensiunea este o metodă specifică științelor sociale, la fel că și epatia și introspecția.